# مات وير
مات وير (بالإنجليزية: Matt Ware)‏ هو لاعب كرة القدم الكندية أمريكي، ولد في 2 ديسمبر 1982.

## وصلات خارجية
- مات وير على موقع مرجع كرة القدم المحترفة.كوم (الإنجليزية)